# Nortia dembickyi
Nortia dembickyi là một loài bọ cánh cứng trong họ Cerambycidae.